# Боб Райлі
Роберт Ренфро «Боб» Райлі (англ. Robert Renfroe «Bob» Riley; нар. 3 жовтня 1944, Ешленд, Алабама) — американський політик, був губернатором Алабами з 2003 по 2011. Член Республіканської партії.
Навчався діловому адмініструванню в Університеті Алабами. Він був членом Палати представників США з 1997 по 2003.

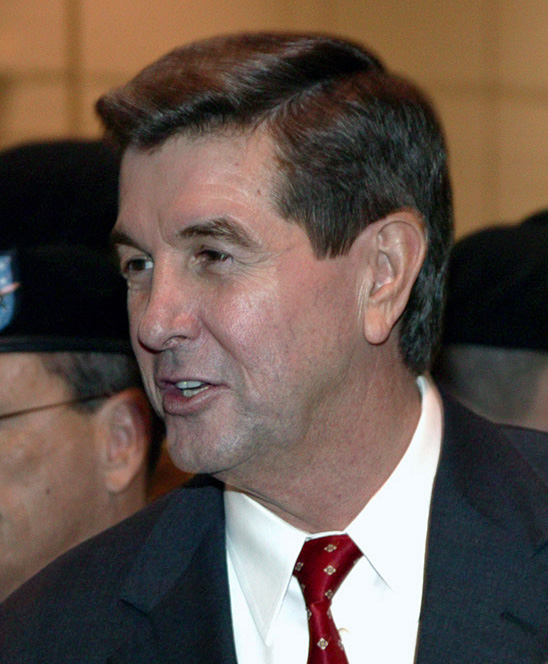
Боб Райлі

На губернаторських виборах у 2002 переміг чинного губернатора Алабами Дона Сігельмана. Райлі був переобраний у 2006 році.
Одружений, має четверо дітей і четверо онуків. Баптист.